# 16-та авіаційна дивізія (Третій Рейх)
16-та авіаційна дивізія (Третій Рейх) (нім. 16. Flieger-Division) — авіаційна дивізія повітряних сил нацистської Німеччини за часів Другої світової війни.
16-та авіаційна дивізія була сформована 26 січня 1945 року у Гехінгені з елементів 5-ї винищувальної дивізії Люфтваффе. Головним завданням дивізії було забезпечення повітряної підтримки групи армій «G», в Голландії.

## Основні райони базування штабу 16-ї авіаційної дивізії
| Час                       | Місто    |
| ------------------------- | -------- |
| 26 січня — 2 березня 1945 | Гехінген |

## Командування

### Командири
- генерал-майор Карл Гентшель (нім. Karl Hentschel) (26 січня — 2 березня 1945).

## Підпорядкованість
| Час                       | Командування флот              |
| ------------------------- | ------------------------------ |
| 26 січня — 2 березня 1945 | Командування Люфтваффе «Захід» |

## Бойовий склад 16-ї авіаційної дивізії
Формування управління, забезпечення та підтримки
- Ескадрилья льотної підготовки 16-ї дивізії (Flugbereitschaft/16. Flieger-Division)
- 66-й загін зв'язку 16-ї дивізії (Luftnachrichten-Abteilung 66)

- JG 53